# Gehry Residence
La Gehry Residence est la résidence de l'architecte américano-canadien Frank Gehry, qui l'a imaginée. Elle est située à Santa Monica (Californie). 
En 1977, Frank et Berta Gehry ont acheté un bungalow rose de style colonial hollandais construit à l'origine en 1920. Gehry en a fait une extension avec des matériaux non traditionnels – le métal, les contreplaqués, les clôtures à mailles métalliques, de l'acier ondulé, avec une ossature en bois. En 1978, il a choisi d'envelopper le dehors de la maison avec un nouvel extérieur tout en laissant visible l’ancien. Il a à peine touché les façades de l'arrière et du sud et il a coincé les autres parties de la maison dans des cubes de verre inclinés. Par la suite, à l'automne 1991, il a choisi un réaménagement pour répondre aux besoins de sa famille qui s’agrandissait et comprenait alors deux garçons adolescents. Nombre de voisins de Gehry ne se réjouissaient pas de cette construction en cours, inhabituelle dans leur quartier.
On considère parfois que c’est un des premiers bâtiments déconstructivistes, même si Gehry le nie.